# Kościół św. Marcina w Żytniowie
Kościół św. Marcina – drewniany, neogotycki, rzymskokatolicki, kościół parafialny w Żytniowie, należy do parafii św. Marcina w Żytniowie. Dnia 12 sierpnia 1949 roku, pod numerem 490-XIV-63, kościół został wpisany do rejestru zabytków województwa opolskiego.

## Historia kościoła
Pierwsza wzmianka o parafii znajduje się w opracowaniu Liber Benefic J.Łaskiego z 1312 r. Parafia św. Marcina w Żytniowie powstała z fundacji rycerza Marcina z Kuleszy. W centralnym punkcie wioski wzniesiono drewniany kościół parafialny, a na dziedzińcu kościoła wyznaczono cmentarz. Kościół ten przetrwał do XVIII wieku. W 1714 roku Maciej Wierusz Kowalski, dziedzic na jednej części Żytniowa, wraz z dziedzicem Krzesickim Szymonem Sętkowskim, na miejscu upadającego od starości kościoła, postawili nowy drewniany kościół, który w 1717 roku został konsekrowany przez biskupa pomocniczego kujawskiego Wojciecha Bardzińskiego. Drewniany kościół funkcjonował do 1803 roku, kiedy na skutek wielkiego pożaru we wsi spłonął wraz z plebanią. Przez następnych kilkanaście lat parafia funkcjonowała bez własnego kościoła. W 1817 roku Aniela z Jastrzębowskich Trzcińska, dziedziczka dóbr Trzcinica w powiecie ostrzeszowskim, podarowała parafii stary drewniany kościół, który nie był już wykorzystywany, bowiem został zastąpiony przez nowy kościół murowany. Drewnianą świątynię rozebrano, przewieziono do Żytniowa, a następnie została ona złożona przez cieślę Józefa Ośródkę. W czasie gdy proboszczem był ksiądz Mateusz Grzonkowski, kościół przyozdobiono, postawiono plebanię oraz budynki gospodarcze. W tym okresie zbudowano również krypty oraz podziemny korytarz łączący kościół z plebanią i parafialnym dworem. W kryptach tych pochowani są zmarli z rodziny Sieradzkich, dawnej żytniowskiej szlachty.
W połowie XIX wieku dobudowano dzwonnicę, wyposażono kościół w barokowe ołtarze oraz obrazy z XVIII i XIX wieku. Najstarszy obraz przedstawiający św. Stanisława pochodzi z 1772 roku. Dalsza rozbudowa kościoła nastąpiła za czasów ks. Stanisława Ludwikiewicza. W 1907 roku dobudowano zachodnią część nawy oraz przebudowano kościół nadając sklepieniom, łukom okiennym i wejściom z kaplic do nawy charakter pseudogotycki. Podczas II wojny światowej kościół został zamknięty, obrabowany i zdewastowany. Niemcy zniszczyli m.in. zabytkową dzwonnicę, dzwony przetopili na działa, a świątynię wykorzystywali jako magazyn. Po wojnie, staraniem ks. Leona Izdebskiego oraz jego następcy ks. Mariana Krzyżanowskiego nastąpiła renowacja kościoła. W 1947 roku zbudowano nową dzwonnicę, wykonano nowe trzy dzwony, odnowiono polichromie oraz doposażono kościół w brakujące elementy dekoracyjne. Za czasów proboszcza ks. Henryka Danielewskiego na dziedzińcu kościoła została wzniesiona kopia Groty z Lourdes, w której umieszczono figurę św. Bernadety. W latach 70. XX wieku gościem parafii był kardynał Karol Wojtyła. W 1986 roku z terenu parafii żytniowskiej została erygowana parafia w Cieciułowie. Dalsza renowacja kościoła w Żytniowie nastąpiła w latach 1989–1995, kiedy proboszczem parafii został ks. Jan Batorski. Przeprowadzono wtedy prace konserwatorskie świątyni oraz plebanii, uporządkowano teren wokół kościoła, wycięto część starych, spróchniałych drzew rosnących wokół kościoła oraz uporządkowano teren cmentarza.